# Euproctis melanoma
Euproctis melanoma är en fjärilsart som beskrevs av Collenette 1938. Euproctis melanoma ingår i släktet Euproctis och familjen tofsspinnare. Inga underarter finns listade i Catalogue of Life.